# Bombus quadricolor
Bombus quadricolor là một loài Hymenoptera trong họ Apidae. Loài này được Lepeletier mô tả khoa học năm 1832.